# Episodi di Suspense (prima stagione)
La prima stagione della serie televisiva Suspense, composta da 17 episodi, è stata trasmessa negli Stati Uniti dall'emittente CBS dal 6 gennaio al 28 giugno 1949.
In Italia la serie è inedita.
| n° | Titolo                            | Pubblicazione  |
| -- | --------------------------------- | -------------- |
| 1  | Goodbye New York                  | 6 gennaio 1949 |
| 2  | Revenge                           | 1° marzo 1949  |
| 3  | Suspicion                         | 15 marzo 1949  |
| 4  | Cabin B-13                        | 29 marzo 1949  |
| 5  | The Man Upstairs                  | 5 aprile 1949  |
| 6  | After Dinner Story                | 12 aprile 1949 |
| 7  | The Creeper                       | 19 aprile 1949 |
| 8  | A Night at an Inn                 | 26 aprile 1949 |
| 9  | Dead Ernest                       | 3 maggio 1949  |
| 10 | Post Mortem                       | 10 maggio 1949 |
| 11 | The Monkey's Paw                  | 17 maggio 1949 |
| 12 | Murder Through the Looking Glass  | 24 maggio 1949 |
| 13 | The Doors on the Thirteenth Floor | 31 maggio 1949 |
| 14 | The Yellow Scarf                  | 7 giugno 1949  |
| 15 | Help Wanted                       | 14 giugno 1949 |
| 16 | Stolen Empire                     | 21 giugno 1949 |
| 17 | The Hands of Mr. Ottermole        | 28 giugno 1949 |